# Dabrica
Dabrica je naseljeno mjesto u općini Berkovići, Republika Srpska, BiH.

## Povijest
Pokraj sela Dabrice je stari grad Koštur (Koštun), izgrađen u srednjem vijeku na ostatcima stare rimske granične utvrde.
U Dabrici je džamija Sefer-age Begovića s kraja 16. i početka 17. stoljeća. Utjecaj hrvatskog graditeljstva iz obližnjih kršćanskih krajeva više je nego očit. Minaret nije okrugao nego je građen kao četvrtasti romanički toranj. Isto je tako izvedena navodna bivša sahat-kula u Stocu.
Do potpisivanja Daytonskog mirovnog sporazuma bilo je u sastavu općine Stolac koja je ušla u sastav Federacije BiH.

## Stanovništvo

### 1991.
Nacionalni sastav stanovništva 1991. godine, bio je sljedeći:
ukupno: 478
- Muslimani - 269
- Srbi - 127
- Hrvati - 77
- Jugoslaveni - 3
- ostali, neopredijeljeni i nepoznato - 2

### 2013.
Nacionalni sastav stanovništva 2013. godine, bio je sljedeći:
ukupno: 118
- Srbi - 84
- Bošnjaci - 34